# María José Martínez
María José Martínez  es una extenista profesional nacida el 12 de agosto de 1982 en Yecla (Murcia), España.
La tenista yeclana ha ganado varios títulos del circuito profesional WTA, 21 en dobles (disciplina en la que más destacó y llegó a ser la jugadora número 4 del mundo) y 5 en individuales. 
Tiene un hermano, Ricardo Martínez, que se dedica profesionalmente al pádel y que actualmente está en el top-100 del ranking Pádel Pro Tour. [cita requerida]

## Carrera profesional
Su mejor año hasta la fecha ha sido 2010, en el que alcanzó sus mejores clasificaciones (19.ª en individuales y 4ª en dobles). Lanzó su carrera profesional en Equelite JC Ferrero Sport Academy. 
En 2008 participó en los Juegos Olímpicos de Pekín, siendo eliminada en la segunda ronda, previa a los octavos de final.
En 2009 se calificó para disputar el WTA Tour Championships en la disciplina de dobles junto a su compañera Nuria Llagostera, en el que se alzaron con el triunfo tras vencer en semifinales a las hermanas Williams y en la final a la pareja número 1 del mundo, Black/Huber.
En 2010 comenzó ganando la Copa Hopman (Hopman Cup) formando equipo con Tommy Robredo. Alcanzó la final tras derrotar a los equipos de Australia, EE. UU. y Rumania, ganando sus tres partidos. En la final perdió sorprendentemente con la jovencísima británica Laura Robson, pero colaboró a ganar el doble que dio el título a España por 2-1. En mayo ganó su primer gran torneo, Roma, tras batir a Caroline Wozniacki y, en la final, a Jelena Jankovic, 7-6 y 7-5.
En 2012 participó en los Juegos Olímpicos de Londres, alcanzando la segunda ronda.
Tras un año marcado por las lesiones y las recuperaciones, en 2013 se encuentra momentáneamente retirada, puesto que se dedicó por completo a una nueva etapa de su vida, la maternidad. Posteriormente, en 2015 regresó a las pistas para jugar en la disciplina de dobles, logrando dilatar una exitosa carrera sumando varios títulos más hasta su retirada definitiva a finales de 2019.

## Títulos WTA (26; 5+21)

### Individual (5)
| Leyenda                              |
| ------------------------------------ |
| Grand Slam (0)                       |
| Juegos Olímpicos (0)                 |
| WTA Tour Championships (0)           |
| WTA Tournament of Champions (0)      |
| Tier I, P. Mandatory & Premier 5 (1) |
| Tier II, Premier (0)                 |
| Tier III & IV, International (4)     |

| N.º | Fecha                    | Torneo      | Superficie    | Oponente en la final     | Resultado      |
| --- | ------------------------ | ----------- | ------------- | ------------------------ | -------------- |
| 1.  | 22 de febrero de 2009    | Bogotá      | Tierra batida | Gisela Dulko             | 6-3, 6-2       |
| 2.  | 11 de julio de 2009      | Bastad      | Tierra batida | Caroline Wozniacki       | 7-5, 6-4       |
| 3.  | 8 de mayo de 2010        | Roma        | Tierra batida | Jelena Janković          | 7-6(5), 7-5    |
| 4.  | 17 de julio de 2011      | Bad Gastein | Tierra batida | Patricia Mayr-Achleitner | 6-0, 7-5       |
| 5.  | 25 de septiembre de 2011 | Seúl        | Dura          | Galina Voskoboeva        | 7-6(0), 7-6(2) |

#### Finalista (1)
| N.º | Fecha               | Torneo    | Superficie    | Oponente en la final | Resultado |
| --- | ------------------- | --------- | ------------- | -------------------- | --------- |
| 1.  | 15 de junio de 2008 | Barcelona | Tierra batida | María Kirilenko      | 0-6, 2-6  |

### Dobles (21)
| Leyenda                              |
| ------------------------------------ |
| Grand Slam (0)                       |
| Juegos Olímpicos (0)                 |
| WTA Tour Championships (1)           |
| Tier I, P. Mandatory & Premier 5 (3) |
| Tier II, Premier (3)                 |
| Tier III & IV, International (14)    |

| N.º | Fecha                    | Torneo             | Superficie    | Pareja             | Oponentes en la final                     | Resultado           |
| --- | ------------------------ | ------------------ | ------------- | ------------------ | ----------------------------------------- | ------------------- |
| 1.  | 10 de marzo de 2001      | Acapulco           | Tierra batida | Anabel Medina      | Virginia Ruano Paola Suárez               | 6-4, 6-7(5), 7-5    |
| 2.  | 14 de abril de 2001      | Oporto             | Tierra batida | Anabel Medina      | Alexandra Fusai Rita Grande               | 6-1, 6-7(5), 7-5    |
| 3.  | 12 de mayo de 2001       | Bol                | Tierra batida | Anabel Medina      | Nadia Petrova Tina Pisnik                 | 7-5, 6-4            |
| 4.  | 11 de agosto de 2001     | Basilea            | Tierra batida | Anabel Medina      | Joannette Kruger Marta Marrero            | 7-6(5), 6-2         |
| 5.  | 1 de marzo de 2008       | Acapulco           | Tierra batida | Nuria Llagostera   | Iveta Benešová Petra Cetkovská            | 6-2, 6-4            |
| 6.  | 21 de febrero de 2009    | Bogotá             | Tierra batida | Nuria Llagostera   | Gisela Dulko Flavia Pennetta              | 7-5, 3-6, [10-7]    |
| 7.  | 28 de febrero de 2009    | Acapulco           | Tierra batida | Nuria Llagostera   | Lourdes Domínguez Arantxa Parra           | 6-4, 6-2            |
| 8.  | 19 de abril de 2009      | Barcelona          | Tierra batida | Nuria Llagostera   | Sorana Cîrstea Andreja Klepac             | 3-6, 6-2, [10-8]    |
| 9.  | 19 de julio de 2009      | Palermo            | Tierra batida | Nuria Llagostera   | Darya Kustova Mariya Koryttseva           | 6-1, 6-2            |
| 10. | 23 de agosto de 2009     | Toronto            | Dura          | Nuria Llagostera   | Samantha Stosur Rennae Stubbs             | 2-6, 7-5, [11-9]    |
| 11. | 30 de agosto de 2009     | New Haven          | Dura          | Nuria Llagostera   | Iveta Benešová Lucie Hradecka             | 6-2, 7-5            |
| 12. | 1 de noviembre de 2009   | Tour Championships | Dura          | Nuria Llagostera   | Cara Black Liezel Huber                   | 7-6(0), 5-7, [10-7] |
| 13. | 20 de febrero de 2010    | Dubái              | Dura          | Nuria Llagostera   | Kveta Peschke Katarina Srebotnik          | 7-6(5), 6-4         |
| 14. | 20 de febrero de 2011    | Dubái              | Dura          | Liezel Huber       | Kveta Peschke Katarina Srebotnik          | 7-6(5), 6-3         |
| 15. | 9 de julio de 2011       | Bastad             | Tierra batida | Lourdes Domínguez  | Nuria Llagostera Arantxa Parra            | 6-3, 6-3            |
| 16. | 23 de junio de 2012      | Eastbourne         | Hierba        | Nuria Llagostera   | Liezel Huber Lisa Raymond                 | 6-4, ret.           |
| 17. | 19 de junio de 2016      | Mallorca           | Hierba        | Gabriela Dabrowski | Anna-Lena Friedsam Laura Siegemund        | 6-4, 6-2            |
| 18. | 23 de septiembre de 2017 | Tokio (Pacífico)   | Dura          | Andreja Klepač     | Daria Gavrilova Daria Kasátkina           | 6-3, 6-2            |
| 19. | 24 de junio de 2018      | Mallorca           | Hierba        | Andreja Klepač     | Lucie Šafářová Barbora Štefková           | 6-1, 3-6, [10-3]    |
| 20. | 3 de mayo de 2019        | Rabat              | Tierra batida | Sara Sorribes      | Georgina García Pérez Oksana Kalashnikova | 7-5, 6-1            |
| 21. | 23 de agosto de 2019     | Nueva York         | Dura          | Darija Jurak       | Margarita Gasparyan Monica Niculescu      | 7-5, 2-6, [10-7]    |

#### Finalista (14)
| N.º | Fecha                 | Torneo      | Superficie    | Pareja               | Oponentes en la final                       | Resultado        |
| --- | --------------------- | ----------- | ------------- | -------------------- | ------------------------------------------- | ---------------- |
| 1.  | 15 de julio de 2001   | Palermo     | Tierra batida | Anabel Medina        | Tathiana Garbin Janette Husárová            | 6-4, 2-6, 4-6    |
| 2.  | 29 de julio de 2001   | Casa Blanca | Tierra batida | María Emilia Salerni | Lubomira Bacheva Asa Svensson               | 3-6, 7-6(4), 1-6 |
| 3.  | 11 de agosto de 2002  | Helsinki    | Dura          | Eva Bes              | Svetlana Kuznetsova Arantxa Sánchez Vicario | 3-6, 7-6(5), 3-6 |
| 4.  | 13 de julio de 2003   | Palermo     | Tierr batida  | Arantxa Parra        | Adriana Serra Emily Stellato                | 4-6, 2-6         |
| 5.  | 11 de mayo de 2008    | Berlín      | Tierra batida | Nuria Llagostera     | Cara Black Liezel Huber                     | 6-3, 2-6, [2-10] |
| 6.  | 15 de junio de 2008   | Barcelona   | Tierra batida | Nuria Llagostera     | Lourdes Domínguez Arantxa Parra             | 6-4, 5-7, [4-10] |
| 7.  | 12 de julio de 2009   | Bastad      | Tierra batida | Nuria Llagostera     | Gisela Dulko Flavia Pennetta                | 2-6, 6-0, [5-10] |
| 8.  | 16 de agosto de 2009  | Cincinnati  | Dura          | Nuria Llagostera     | Cara Black Liezel Huber                     | 3-6, 6-0, [2-10] |
| 9.  | 11 de mayo de 2010    | Roma        | Tierra batida | Nuria Llagostera     | Gisela Dulko Flavia Pennetta                | 4-6, 2-6         |
| 10. | 24 de octubre de 2010 | Moscú       | Dura (i)      | Sara Errani          | Gisela Dulko Flavia Pennetta                | 3-6, 6-2, [6-10] |
| 11. | 6 de enero de 2018    | Brisbane    | Dura          | Andreja Klepač       | Kiki Bertens Demi Schuurs                   | 5-7, 2-6         |
| 12. | 18 de febrero de 2018 | Doha        | Dura          | Andreja Klepač       | Gabriela Dabrowski Jeļena Ostapenko         | 3-6, 3-6         |
| 13. | 8 de abril de 2018    | Charleston  | Tierra batida | Andreja Klepač       | Alla Kudryavtseva Katarina Srebotnik        | 3-6, 3-6         |
| 14. | 23 de junio de 2019   | Mallorca    | Hierba        | Sara Sorribes        | Kirsten Flipkens Johanna Larsson            | 2-6, 4-6         |

## Calificación histórica

### Calificación en torneos del Grand Slam (individuales)
| Torneo                 | 2013 | 2012 | 2011 | 2010 | 2009 | 2008 | 2007 | 2006 | 2005 | 2004 | 2003 | 2002 | 2001 | Títulos |
| ---------------------- | ---- | ---- | ---- | ---- | ---- | ---- | ---- | ---- | ---- | ---- | ---- | ---- | ---- | ------- |
| Australian Open        | -    | -    | 2r   | 2r   | 3r   | -    | -    | -    | -    | -    | -    | 1r   | 1r   | 0       |
| Roland Garros          | -    | 3r   | 2r   | 1r   | 3r   | 1r   | -    | -    | -    | -    | -    | -    | 1r   | 0       |
| Wimbledon              | -    | 1r   | 3r   | -    | 1r   | 3r   | -    | -    | -    | -    | -    | -    | 1r   | 0       |
| US Open                | -    | 2r   | 1r   | 2r   | 3r   | 1r   | -    | 1r   | -    | -    | -    | -    | 1r   | 0       |
| WTA Tour Championships | -    | -    | -    | -    | -    | -    | -    | -    | -    | -    | -    | -    | -    | 0       |

### Calificación en torneos del Grand Slam (dobles)
| Torneo                 | 2001 | 2002 | 2003 | 2004 | 2005 | 2006 | 2007 | 2008 | 2009 | 2010 | 2011 | 2012 | 2013 | 2014 | 2015 | 2016 | 2017 | G-P   | Títulos |
| ---------------------- | ---- | ---- | ---- | ---- | ---- | ---- | ---- | ---- | ---- | ---- | ---- | ---- | ---- | ---- | ---- | ---- | ---- | ----- | ------- |
| Australian Open        | -    | 2R   | 1R   | -    | -    | -    | -    | -    | CF   | 3R   | 2R   | -    | 3R   | -    | -    | 1R   | 3R   | 11-8  | 0       |
| Roland Garros          | 1R   | 2R   | 1R   | -    | -    | -    | 3R   | CF   | 1R   | SF   | 3R   | SF   | 1R   | -    | 1R   | 2R   | 3R   | 19-13 | 0       |
| Wimbledon              | 1R   | -    | -    | -    | -    | 3R   | 2R   | CF   | CF   | -    | 3R   | CF   | -    | -    | 2R   | 2R   | 3R   | 18-10 | 0       |
| US Open                | 1R   | -    | -    | -    | -    | 2R   | -    | 2R   | CF   | 1R   | 3R   | SF   | -    | -    | -    | 1R   | CF   | 14-9  | 0       |
| WTA Tour Championships | -    | -    | -    | -    | -    | -    | -    | -    | G    | -    | -    | -    | -    | -    | -    | -    | CF   | 2-1   | 1       |